# Nilo Zandanel
Nilo Zandanel (ur. 8 listopada 1937 w Cibiana di Cadore, zm. 25 lipca 2015 w Pieve di Cadore) – włoski skoczek narciarski, reprezentant G.S. Fiamme Gialle, uczestnik Zimowych Igrzysk Olimpijskich 1960 i 1964, dziesięciokrotny medalista mistrzostw Włoch w skokach narciarskich, w latach 1964–1965 rekordzista świata w długości skoku narciarskiego.

## Przebieg kariery
Dwukrotnie wystartował w zimowych igrzyskach olimpijskich. Po raz pierwszy miało to miejsce w 1960, kiedy w konkursie skoków na skoczni normalnej zajął 36. miejsce. W 1964 zajął 37. miejsce w konkursie na skoczni normalnej oraz na 25. w konkursie na obiekcie dużym.
W lutym 1962 uczestniczył w mistrzostwach świata w narciarstwie klasycznym. W konkursie skoków na skoczni K-90 zajął siódme miejsce, a na skoczni K-60 był dziesiąty.
W latach 1957–1966 startował w konkursach Turnieju Czterech Skoczni. Dwukrotnie plasował się w pierwszej dziesiątce zawodów – 1 stycznia 1961 w Garmisch-Partenkirchen, gdzie był trzeci, a także 8 stycznia tego samego roku w Bischofshofen, gdzie był siódmy.
Dziesięciokrotnie stawał na podium mistrzostw krajowych. Tytuły mistrza Włoch zdobył w latach: 1959, 1960, 1965 i 1967, tytuły wicemistrza w latach: 1957, 1958, 1961, 1964 i 1966, a w 1956 roku zdobył brązowy medal.
W 1964 poprawił ówczesny rekord świata w długości skoku narciarskiego. Na skoczni w Oberstdorfie skoczył 144 metry, co było wynikiem o dwa metry lepszym od dotychczasowego rekordu. Wynik Włocha był najlepszym na świecie do 1965, kiedy poprawił go Peter Lesser.

## Osiągnięcia

### Igrzyska olimpijskie
| Igrzyska           | Data             | Skocznia | Konkurs | Skok 1    | Skok 1 | Skok 2    | Skok 2 | Skok 3    | Skok 3 | Nota łączna | Miejsce | Strata | Zwycięzca        | Źródło |
| Igrzyska           | Data             | Skocznia | Konkurs | Odległość | Nota   | Odległość | Nota   | Odległość | Nota   | Nota łączna | Miejsce | Strata | Zwycięzca        | Źródło |
| ------------------ | ---------------- | -------- | ------- | --------- | ------ | --------- | ------ | --------- | ------ | ----------- | ------- | ------ | ---------------- | ------ |
| 1960, Squaw Valley | 28 lutego 1960   | normalna | ind.    | 84,0      | 95,0   | 71,0      | 89,8   | –         | –      | 184,8       | 36.     | 42,4   | Helmut Recknagel | [ 7 ]  |
| 1964, Innsbruck    | 31 stycznia 1964 | normalna | ind.    | 72,0      | 93,9   | 72,0      | 95,9   | 72,0      | 95,6   | 191,5       | 37.     | 38,4   | Veikko Kankkonen | [ 8 ]  |
| 1964, Innsbruck    | 9 lutego 1964    | duża     | ind.    | 87,5      | 100,7  | 81,5      | 96,7   | 70,0      | 83,9   | 197,4       | 25.     | 33,3   | Toralf Engan     | [ 9 ]  |

### Mistrzostwa świata
| Mistrzostwa    | Data           | Skocznia | Konkurs | Skok 1    | Skok 1 | Skok 2    | Skok 2 | Skok 3    | Skok 3 | Nota łączna | Miejsce | Strata | Zwycięzca        | Źródło |
| Mistrzostwa    | Data           | Skocznia | Konkurs | Odległość | Nota   | Odległość | Nota   | Odległość | Nota   | Nota łączna | Miejsce | Strata | Zwycięzca        | Źródło |
| -------------- | -------------- | -------- | ------- | --------- | ------ | --------- | ------ | --------- | ------ | ----------- | ------- | ------ | ---------------- | ------ |
| 1962, Zakopane | 21 lutego 1962 | normalna | ind.    | 62,5      | 99,3   | 62,5      | 98,2   | 57,5      | 81,0   | 197,5       | 28.     | 26,1   | Toralf Engan     | [ 2 ]  |
| 1962, Zakopane | 25 lutego 1962 | duża     | ind.    | 81,0      | 90,4   | 88,0      | 97,4   | 91,5      | 100,2  | 197,6       | 31.     | 43,8   | Helmut Recknagel | [ 3 ]  |